# Hoplia sordida
Hoplia sordida är en skalbaggsart som beskrevs av Hermann Burmeister 1844. Hoplia sordida ingår i släktet Hoplia och familjen Melolonthidae. Inga underarter finns listade i Catalogue of Life.